# Thomas Felskowsky
Thomas Felskowsky (* 7. August 1960 in Hamburg) ist ein deutscher Politiker (CDU) und ehemaliges Mitglied der Hamburgischen Bürgerschaft.

## Leben und
Thomas Felskowsky wuchs im Hamburger Stadtteil St. Pauli auf und ging dort zur Grundschule und Realschule an der Friedrichstraße. Er begann nach der Schule an einer Privatschule mit einer Weiterbildung im Bereich Radio- und Fernsehtechnik. Diese brach er aber ab. Anschließend folgte eine Lehre zum Feinmechaniker. Seit 1991 ist er als Verwaltungsangestellter in der Bürgerschaftskanzlei beschäftigt.

## Politik
Felskowsky trat 1996 in die CDU ein und ist ehemaliger Ortsvorsitzender der CDU im Stadtteil St. Pauli. Er war von März 2008 bis März 2011 Mitglied der Hamburgischen Bürgerschaft.